# Колумбія (округ, Вісконсин)
Шаблон:StateAbbr_ 43°28′ пн. ш. 89°20′ зх. д. / 43.47° пн. ш. 89.33° зх. д.
 Колу́мбія (англ. Columbia County) — округ (графство) у штаті  Вісконсин. Ідентифікатор округу 55021.

## Географія

### Сусідні округи
- Маркетт — північ
- Ґрін-Лейк — північний схід
- Додж — схід
- Дейн — південь
- Сок — захід
- Джуно — північний захід
- Адамс — північний захід

## Історія
Округ утворений 1846 року.

## Демографія
За даними перепису 
2000 року 
загальне населення округу становило 52468 осіб, зокрема міського населення було 19320, а сільського — 33148.
Серед них чоловіків — 26448, а жінок — 26020. В окрузі було 20439 домогосподарств, 14160 родин, які мешкали в 22685 будинках.
Середній розмір родини становив 2,99.
Віковий розподіл населення поданий у таблиці:
| Стать    | До 15 років | 15-21 | 22-29 | 30-39 | 40-49 | 50-65 | 65-85 | Понад 85 |
| -------- | ----------- | ----- | ----- | ----- | ----- | ----- | ----- | -------- |
| Чоловіки | 5528        | 2470  | 2451  | 4223  | 4427  | 4191  | 2850  | 308      |
| Жінки    | 5244        | 2161  | 2108  | 3937  | 4026  | 4135  | 3623  | 786      |